# Куинстаун (Мэриленд)
Куинстаун (англ. Queenstown) — город в штате Мэрилэнд (США). Находится в округе Куин-Анс. По данным переписи за 2010 год число жителей города составляло 664 человека, по оценке 2019 года — 695 человек (111-й по количеству жителей в штате).

## Географическое положение
По данным Бюро переписи населения США город имеет общую площадь в 1,45 квадратной мили (3,76 км2).

## История
Куинстаун был первоначальным административным центром округа Куин-Анс, до того, как центр перенесли в Сентрвилл. В XVIII веке Куинстаун имел важное стратегическое значение, так как он находился на оживлённой торговой реке. Как центр судоходства, Квинстаун подвергся нападению со стороны английских войск 7 августа 1813 года, в период англо-американской войны 1812 года.
Блумингдэйл (англ. Bloomingdale), Боулингли (англ. Bowlingly) и церковь Святого Петра перечислены в Национальном регистре исторических мест США.

## Население
По данным переписи 2010 года население Куинстауна составляло 664 человека (из них 48,5 % мужчин и 51,5 % женщин), в городе было 271 домашних хозяйств и 185 семьи. На территории города было расположено 294 построек со средней плотностью 78,2 постройки на один квадратный километр суши. Расовый состав: белые — 92,9 %, азиаты — 0,9 %, коренные американцы — 0,2 %.
Население города по возрастному диапазону по данным переписи 2010 года распределилось следующим образом: 25,0 % — жители младше 18 лет, 2,1 % — между 18 и 21 годами, 57,7 % — от 21 до 65 лет и 15,2 % — в возрасте 65 лет и старше. Средний возраст населения — 40,2 лет. На каждые 100 женщин в Куинстауне приходилось 94,2 мужчин, при этом на 100 совершеннолетних женщин приходилось уже 90,1 мужчин сопоставимого возраста.
Из 271 домашних хозяйств 68,3 % представляли собой семьи: 50,9 % совместно проживающих супружеских пар (22,1 % с детьми младше 18 лет); 14,0 % — женщины, проживающие без мужей и 3,3 % — мужчины, проживающие без жён. 31,7 % не имели семьи. В среднем домашнее хозяйство ведут 2,45 человека, а средний размер семьи — 2,92 человека. В одиночестве проживали 26,6 % населения, 10,4 % составляли одинокие пожилые люди (старше 65 лет).

## Экономика
В 2015 году из 491 человек старше 16 лет имели работу 327. В 2014 году медианный доход на семью оценивался в 91 250 $, на домашнее хозяйство — в 85 938 $. Доход на душу населения — 41 373 $ в год.